# 安科布拉河
安科布拉河（英語：Ankobra River）是西非國家加納的河流，位於該國南部，河道全長約209公里，上游地區有急流，下游80公里可讓船隻航行，該河最終在阿克西姆以西注入畿內亞灣。